# Пруссаков, Валентин Анатольевич
Валенти́н Анато́льевич Пруссако́в (11 августа 1943 — 9 июля 2016, Москва) — российский и американский журналист и писатель.

## Биография
По профессии — журналист, работал в издательстве «Наука», был внештатным специалистом на Центральном телевидении. Был активным участником сионистского движения в СССР. Неоднократно пытался эмигрировать в Израиль. В 1971 году был арестован, позднее вместе с женой Людмилой несколько месяцев провёл под следствием. Информацию о задержании и последующем аресте освещалась в подпольных, самиздатовских изданиях. В 1972 году после опубликования колонки Бернарда Левина в «Таймс», повествующей о ситуации с Пруссаковыми, в Лондоне состоялись демонстрации перед советским посольством в защиту беременной Людмилы и в поддержку свободной эмиграции евреев из СССР.
Прямо из-под следствия, в 1973 году, был отпущен в Израиль, так как дал нужные следствию показания. В Израиле работал на радио «Свобода», откуда в конце 1973 года был уволен. Затем переехал в США, некоторое время преподавал русский язык в институте Министерства обороны США в Монтерее (Калифорния). Кроме того, жил в ФРГ, Италии.
Пруссаков печатался в русских эмигрантских изданиях, а также на английском, итальянском и португальском языках — в газетах «Лондон Таймс», «Иль Темпо», «Ла Репубблика», «Жорнал ду Бразил» и др.
В США вместе с Эдуардом Лимоновым работал корректором в газете «Новое русское слово», дружил с Сергеем Довлатовым. Проживая в США, разочаровался в ценностях американского общества, критиковал идеализацию западного общества Андреем Сахаровым. В 1988 году получил американское гражданство.
В 1990 году вернулся в Россию, сотрудничал с ЛДПР, НБП и прочими националистическими организациями. Посещал Ирак.
Автор, совместно с А. А. Широпаевым, вышедшей в 1993 году брошюры «Слава России!».
В книге «Лимониана, или Неизвестный Лимонов» приводится высказывание Эдуарда Лимонова о своём коллеге как «идеологе подполья». Памяти Пруссакова посвящена глава «Валька» в книге Лимонова «Свежеотбывшие на тот свет».
В 1998 году окончательно вернулся в Россию, сотрудничал с газетой «Завтра» и другими радикальными изданиями.
Скончался 9 июля 2016 года в Москве.

## Книги
- Ни СССР, ни США — Нью-Йорк, 1983. — 224 с.
- Оккультный мессия и его Рейх
- Германский национал-социализм
- Прах Гитлера
- Так говорил Саддам
- «Гитлер без лжи и мифов» (решением Останкинского районного суда г. Москвы от 11.07.2012 книга внесена в Федеральный список экстремистских материалов под № 1596).